# Ryota Doi
Ryota Doi (土井 良太 Doi Ryota?), född 27 augusti 1987 i Hyōgo prefektur, är en japansk fotbollsspelare.
Doi började sin karriär 2006 i Vissel Kobe. Efter Vissel Kobe spelade han för Albirex Niigata Singapore, Japan Soccer College, Arte Takasaki, Thespa Kusatsu, Grulla Morioka, AC Nagano Parceiro och Fujieda MYFC.